# Politico
Politico é uma organização de jornalismo político com foco em edições, ideias e personalidades por trás da política dos Estados Unidos e do mundo. Sua sede fica localizada no condado de Arlington, do estado norte-americano da Virgínia. Distribui conteúdo pela televisão, pela internet, pelo jornal The Politico, via rádio e pelo podcasting. Sua cobertura em Washington, D.C., abrange o Congresso dos Estados Unidos, os "lobismos", as imprensas e a presidência.
John F. Harris e Jim VandeHei deixaram o premiado jornal washingtoniano Washington Post para se tornarem editores-chefe e editores executivos d'The Politico, lançando o jornal em 23 de janeiro de 2007. Frederick J. Ryan Jr. atuou como primeiro presidente e como diretor executivo do jornal. Robert L. Allbritton é o fundador e editor. Em outubro de 2013, Jim VandeHei, editor d'The Politico de longa data, assumiu o cargo de CEO e presidente. Em 2015, Politico lançou uma versão europeia em Bruxelas, na Bélgica, com o título Politico Europe, como parte da expansão global.

## The Politico

### Propriedade, distribuição e conteúdo
O jornal tem uma circulação de aproximadamente 40 000 exemplares, distribuídos gratuitamente em Washington, D.C. e em Manhattan. O jornal imprime até cinco edições por semana, enquanto o Congresso estiver em sessão e, às vezes, publica uma edição por semana quando o Congresso estiver em recesso. Dispõe publicidade, incluindo anúncios de página inteira de associações empresariais e um amplo menu central de ajuda listando trabalhos políticos de Washington.
Politico é sócio de várias agências de notícias que correlatam e distribuem seu conteúdo impresso, de vídeo e de áudio. Os sócios incluem a cobertura eleitoral da CBS News, da estação WJLA da ABC pertencente à Allbritton Communications, do canal a cabo NewsChannel 8, da estação de rádio WTOP-FM e do Yahoo! News.
Os jornalistas que cobrem as campanhas políticas à serviço do jornal Politico carregam uma filmadora para cada tarefa e os mesmos são encorajados a divulgar seus trabalhos em qualquer outro lugar. Embora Politico visa quebrar o molde tradicional de jornalismo, espera efetuar grande parte do seu dinheiro em publicidade com foco no jornal de Washington, D.C. Dentre os jornalistas que trabalham para Politico estão: Mike Allen, John Bresnahan, Carrie Budoff Brown, Alex Burns, Dylan Byers, Josh Gerstein, Andrew Glass, Darren Goode, Maggie Haberman, James Hohmann, Anna Palmer, Manu Raju, Daria Knight, Lois Romano, Darren Samuelsohn, Jake Sherman, Glenn Thrush, Kenneth Vogel e Ben White. Roger Simon tornou-se colunista chefe de política d'The Politico em dezembro de 2016. Em 2010, The Politico inclui dois colunistas de "opinião", Michael Kinsley e Joe Scarborough.
Em um artigo de opinião publicado em 2007, o grupo de monitoramento progressista, Media Matters for America, acusava The Politico de ter uma "controvérsia Republicana". Em uma carta ao editor executivo Jim VandeHei, ao jornalista político sênior Ben Smith e ao correspondente-chefe de política Mike Allen, o Harris lembrou aos seus colaboradores que haviam deixado mais "organizações de notícias tradicionais", onde haviam trabalhado anteriormente, começando The Politico com a intenção de ser mais transparente. Em consequências do caso, ele pediu a seus colegas uma avaliação honesta das queixas apresentadas na carta de Media Matters. Ben Smith respondeu: "Media Matters tem um objetivo: ...que o apoio público de Bush nos fazem dar a impressão de estar muito perto da Casa Blanca. Isso foi claramente um favor do presidente a nós (embora pequeno), e a mim me parece um daqueles momentos descolados de Beltway que fazem os de dentro se sentirem importantes e os de fora se sentiram (com precisão) como estranhos". Os outros principais editores discordaram da acusação geral por várias razões e alguns apontam acusações da tendência liberal do outro lado do espectro político. Em 2011 e 2012, The Daily Caller e Breitbart.com cada qual publicaram relatos dizendo que Politico.com tem tendência liberal.
Em setembro de 2008, o New York Times relatou que Politico expandiria suas operações após a eleição presidencial de 2008: Após o Dia da Eleição, [Politico] adicionará mais jornalistas, editores, engenheiros da web e demais funcionários; expandirá a circulação de sua edição do jornal em Washington; e imprimiria com mais frequência.
Um perfil de 2009 da organização em Vanity Fair disse que The Politico teria setenta e cinco equipes editoriais e um total de cem funcionários. A circulação do jornal está em torno de 32,000, e até o verão de 2009, seu tráfego na web era de aproximadamente 6,7 milhões de visitantes únicos por mês. Isso é menos do que os onze milhões que tinha durante o ápice da campanha, mas maioria das agências de notícias têm menos tráfego fora do período eleitoral. Em junto de 2009, era de se esperar ter uma receita anual em torno de quinze milhões de dólares, principalmente do produto impresso, o suficiente para a editoração permanecer solvente.

### Edições estaduais
Em setembro de 2013, Politico adquiriu o site de notícias online Capital New York, que também operava departamentos separados cobrindo a Flórida e a Nova Jérsei. Na primavera de 2015, Politico anunciou que tencionava nomear suas agências estatais com o nome de Politico (Politico Florida, Politico New Jersey e Politico New York), concluído no verão de 2015.

## Expansão global
Em setembro de 2014, Politico formou um empreendimento conjunto com a editora alemã Axel Springer SE para lançar sua edição europeia, com sede em Bruxelas. Em dezembro de 2014, o empreendimento conjunto anunciou sua aquisição do Instituto de Desenvolvimento Internacional, um fornecedor líder francês de conteúdo de eventos, e do European Voice, um jornal político europeu, para ser relançado sob a marca Politico. O ex-integrante do conselho editorial do Wall Street Journal, Matthew Kaminski, é o editor executivo da versão europeia. Politico Europe estreou em versão impressa no dia 23 de abril de 2015 e conta com as disposições dos jornalistas Ryan Heath, Tara Palmeri e Matthew Karnitschnig, dentre outros.

## Politico Magazine
Em novembro de 2013, o jornal Politico lança Politico Magazine e a primeira editora foi Susan B. Glasser, que apareceu com a publicação da revista Foreign Policy.

## Leitura complementar
- Jaffe, Harry (1 de agosto de 2009). "The Son Also Rises". Washingtonian.